# Öröklés
Az öröklés az ember vagyonában halála esetén bekövetkező egyetemes jogutódlás. Az öröklés az emberhez, mint természetes személyhez kapcsolódik, a jogi személyek jogutódlása nem tekinthető annak. Egyetemes jogutódlás, ami azt jelenti, hogy az örökhagyó halála után a vagyona egészét vagy annak egy hányadát szerzi meg az örökös. Az öröklésnek két formája alakult ki: a törvényes és a végintézkedésen alapuló. A római jog óta a legtöbb jogrendszer az utóbbi elsőbbségét ismeri el és törvényes öröklésre csak végintézkedés hiányában kerül sor.
A jogrendszerekben eltérés van abban a kérdésben, hogy az örökléshez szükséges-e az örökös valamilyen elfogadó nyilatkozata: míg bizonyos jogrendszerekben (pl. a római jogban) az, más rendszerekben (pl. a mai magyar jogban) nem. Ez utóbbit ipso iure öröklésnek nevezzük. Ilyenkor az elhunyt vagyona nem válik uratlanná, nem jön létre nyugvó hagyaték, hanem a tulajdonos személyében történt változás a törvény erejénél fogva azonnal megtörténik.

## Története
Az öröklés kialakulása a magántulajdonosi rend megszilárdulásához köthető. A tulajdonos jogosulttá vált az életében tulajdonában tartott tárgyak halála utáni átszármaztatására, kezdetben családtagjaira vagy hiányukban a nemzetségre, a végintézkedés elismerésével pedig más személyekre is. Ez utóbbi a római jogban már a XII táblás törvénnyel megvalósult, a korabeli jogrendszerek nagy részét megelőzve és a császárkorra megjelent a favor testamenti elve is, vagyis az örökhagyó akaratának minél teljesebb érvényesülésére való törekvés.
A feudális tulajdoni viszonyok kötöttségei (ősiség, úrbériség stb.) az öröklési jogot is erősen korlátozták, hiszen az örökhagyó nem rendelkezett szabadon vagyonával, így a végintézkedési szabadság egyáltalán nem vagy csak nagyon szűk körben érvényesülhetett. A polgári fejlődés döntötte le ezeket a korlátokat, Magyarországon az 1848-as törvények szüntették meg ezek nagy részét, de az 1861-ben elfogadott Ideiglenes Törvénykezési Szabályokban több ilyen is fennmaradt és csak 1946-ban került eltörlésre. A szocialista jog azonban ismét korlátozta az öröklést és csak a magántulajdonban lévő ingók és törvényben megszabott ingatlanok voltak örökölhetők. Ezek a korlátozások a rendszerváltás után szűntek meg végleg.

## Előfeltételei
Az öröklés megszerzésének bizonyos feltételei vannak, amelyek teljesítése egyben a hagyomány és a halál esetére szóló ajándékozás megszerzéséhez is szükséges. Ezek: az örökhagyó halála, az öröklési képesség, az örökös túlélése. Az örökhagyó halála az első feltétel ezek közül, enélkül nem kerülhet sor öröklésre. A halál időpontjának megállapítása fontos, hiszen ez a jogutódlás időpontja is. Amennyiben az örökhagyó és örököse(i) egyszerre (például balesetben) hunytak el, úgy a magyar jogban az ő közöttük történő öröklés a halál időpontja szerint történik. Fontos feltétel az, hogy az örökhagyót az örökös túlélje, mivel az elhunyt személy már nem jogképes, így örökölni sem tud. A túlélésen felül az örökléshez szükséges kritérium még az is, hogy a személy öröklési képességgel és ezzel összefüggésben szerzőképességgel rendelkezzen. Előbbi minden jogképes személynek, és feltételesen a méhmagzatnak és alakulóban lévő jogi személynek is van, de például még meg sem fogant ember nem tehető örökössé. A szerzőképesség megléte dönti el, hogy tényleges meg is szerzi-e az örökös az örökséget.

### Kiesés az öröklésből
A fentebbi öröklési előfeltételek teljesülése ellenére előfordulhat, hogy az adott személyt örökösként, hagyományosként vagy kötelesrészre jogosultként mégis figyelmen kívül kell hagyni. A magyar öröklési jog ezt kiesésnek nevezi, ami a negatív előfeltételek közé tartozik, vagyis akkor örököl a személy, ha nem áll fenn kiesési ok.